# Daniela Vlădescu
Daniela Vlădescu (n. 10 decembrie 1956, București, România) este o soprană română, cântăreață de operă și operetă și interpretă de multiple genuri muzicale (precum muzică jazz, vocal simfonică, romanțe, muzică ușoară și altele), ocazional actriță, actualmente având funcția de manager al Teatrului național de operă și balet "Oleg Danovski" din Constanța.

## Biografie

### Biografie timpurie
În perioada 1963-1975, Daniela Vlădescu a studiat ca elevă la Liceul de Muzică „George Enescu" din București, apoi și-a continuat studiile muzicale la secția de canto a Conservatorului „Ciprian Porumbescu" (astăzi cunoscut după redenumirea sa în Universitatea Națională de Muzică București), unde studiază cu profesoarele soprane Arta Florescu și Eugenia Moldoveanu. În 1979, fiind încă studentă, devine membră a Teatrului muzical din Brașov, unde va fi solistă până în 1985.

### Opera Națională București și Teatrul Național de Operetă
Începând cu 1985, în urma unui concurs de admitere, Daniela Vlădescu va face parte din ansamblul de soliști ai Operei Naționale București, poziție deținută până în 1993, când face trecerea la genul operetei și devine angajata Teatrului Național de Operetă „Ion Dacian", cu care va efectua numeroase turnee în țară și în străinătate. L-a cunoscut pe Nicu Ceaușescu la festivalul Tineretului de la Moscova. 

### Alte colaborări, poziții
În 2006 este numită Director General al Teatrului Național de Operă și Balet „Oleg Danovski", Constanța.
Colaborarea sa muzicală a fost cu numeroase posturi naționale de radio și de televiziune, dar și cu orchestre simfonice și teatre lirice din România (Arad, Bacău, Cluj, Craiova, Galați, Iași, Oradea, Ploiești, Târgoviște și Timișoara). De-a lungul timpului, soprana abordează un repertoriu amplu de genuri muzicale precum jazz, muzică vocal simfonică, pop și romanțe. A înregistrat coloana sonoră a filmului Gloria nu cântă, acesta nefiind însă singurul contact în domeniul cinematografiei întrucât în 1983 a interpretat în filmul Ochi de urs, în regia lui Stere Gulea.

## Repertoriu

### Muzică clasică
Repertoriul de operă și operetă (respectiv musical) al sopranei său cuprinde, printre altele, roluri de prestigiu, așa cum sunt: Adela (din Liliacul de J. Strauss), Adina și Gianetta (din Elixirul dragostei de Donizetti),Cio Cio San (din Madama Butterfly de Puccini), Franzi (din Sânge vienez de același J. Strauss fiul), Gilda (din Rigoletto de Verdi), Maria (din West Side Story de Bernstein), Mi Tsu Ti (din Marco Polo de Tán Dùn), Stasi (din Silvia de Kálmán), Susanna (din Nunta lui Figaro de W.A. Mozart), Violeta (din Traviata, de Verdi) și multe altele.